# Aplocera duplicata
Aplocera duplicata là một loài bướm đêm trong họ Geometridae.